# Morentin
Morentin là một đô thị trong tỉnh và cộng đồng tự trị Navarre, Tây Ban Nha. Đô thị này có diện tích là 8,94 ki-lô-mét vuông, dân số năm 2007 là 167 người với mật độ người/km² 

## Biến động dân số
| Biến động dân số                                         | Biến động dân số | Biến động dân số | Biến động dân số | Biến động dân số | Biến động dân số | Biến động dân số | Biến động dân số | Biến động dân số | Biến động dân số | Biến động dân số |
| 1996                                                     | 1998             | 1999             | 2000             | 2001             | 2002             | 2003             | 2004             | 2005             | 2006             | 2007             |
| -------------------------------------------------------- | ---------------- | ---------------- | ---------------- | ---------------- | ---------------- | ---------------- | ---------------- | ---------------- | ---------------- | ---------------- |
| 120                                                      | 111              | 137              | 128              | 149              | 142              | 155              | 164              | 157              | 167              | 156              |
| Sources: Morentin et instituto de estadística de navarra |                  |                  |                  |                  |                  |                  |                  |                  |                  |                  |